# Chaource
Chaource è un comune francese di 1 115 abitanti situato nel dipartimento dell'Aube nella regione del Grande Est.
Vi nacque Pidansat de Mairobert, ne prese il nome anche il noto formaggio.

## Società

### Evoluzione demografica
Abitanti censiti